# Combretum glutinosum
Combretum glutinosum es una especie de arbusto del género Combretum, que se encuentra en el cinturón del Sahel en partes de Senegal, Burkina Faso, Ghana, Malí, Gambia, Níger, Nigeria y Camerún, hasta partes de Sudán. Se le conoce como dooki en pulaar, kantakara en hausa, rat en wólof y jambakatan kè en maninka. Sus sinónimos son Combretum cordofanum Engl. & Diels, C. passargei Engl. & Diels, C. leonense Engl. & Diés.

## Hábitat
Combretum glutinosum tiende a crecer en bosques tipo sabana, en varios tipos de suelo, pero se adapta mejor a suelos arenosos y de libre drenaje. Es resistente a la sequía y crece en áreas con precipitaciones anuales de 200-700 milímetros. Su crecimiento es rápido y profuso.

## Crecimiento de la planta

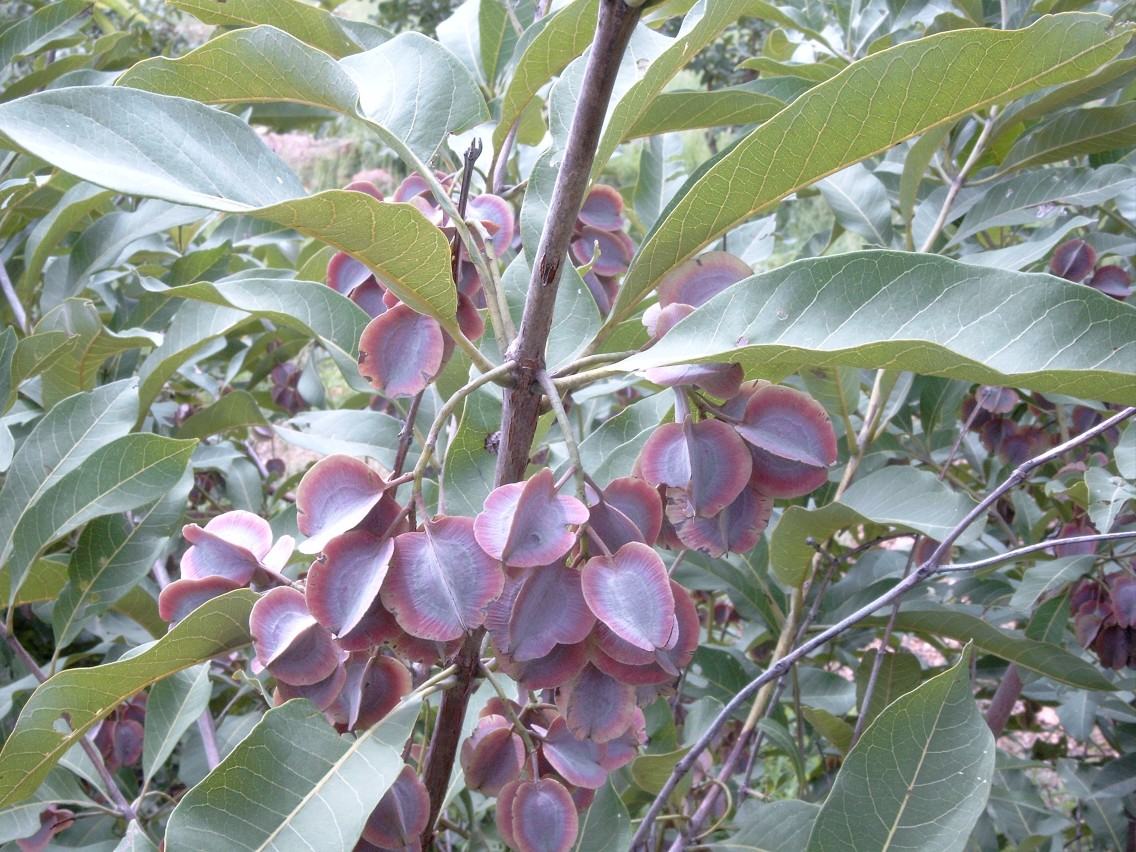
Una especie de Combretum en Burkina Faso

Como arbusto tupido, la planta crece hasta 12 metros de copa abierta con ramas bajas que caen y es caducifolio. El tronco suele ser retorcido y poco ramificado, con una corteza rugosa de color gris negruzco. Las gruesas hojas coriáceas de color verde tienen una sensación gomosa y son glutinosas cuando son jóvenes. La planta florece durante la estación seca después de los incendios forestales, lo que facilita el lavado de hojas que favorece la floración.
En Burkina Faso y Malí, las flores tienden a aparecer entre diciembre y marzo, pero esto varía de una zona a otra y las flores pueden aparecer hasta julio. El fruto es una sámara elíptica de cuatro alas, de tacto pegajoso, rojizo y amarillento hacia el final de la temporada. La fruta suele medir 2,5- 4 centímetros de largo y 1,5-3 centímetros a través. Da frutos generalmente en enero y la fructificación dura hasta noviembre. Las semillas se recogen sacudiendo las ramas del árbol. Las semillas contienen aceite y un kilogramo contiene alrededor de 20.000 semillas, y tiene un rendimiento potencial de aceite de c. 24%. El parásito vegetal que infecta Combretum glutinosum es Loranthaceae.
Semillas almacenadas durante 18 meses en temperatura mantenida a 4 grados Celsius tienen una tasa de germinación del 84% cuando se plantan. También se ha informado de una germinación del 95% "después del secado hasta contenidos de humedad en equilibrio con una humedad relativa del 15% y congelación durante 1 mes a (-) 20 °C." Se informa que la temperatura óptima para la germinación es entre 25 grados celsius y 30 grados celsius.

## Propiedades químicas
El análisis químico de las hojas de la planta ha identificado ácido gálico, ácido elágico, glucósidos flavonoides y 4 taninos; los taninos reportados son 2,3-(S)-hexahidroxidifenoil-D-glucosa, punicalina, punicalagina y combreglutinina. El color negro de la tela bogolán se atribuye a la reacción química de los taninos con los compuestos solubles de hierro presentes en el barro fermentado.

## Usos
La corteza, las hojas y las raíces son utilizadas por los habitantes del Sahel africano para producir tinte amarillo. La madera amarillenta es "dura y extremadamente duradera" y se utiliza para construir marcos y herramientas, así como como combustible. Los tintes parduzcos o amarillo parduzco se utilizan en la industria textil y también en el curtido del cuero y para teñir esteras. La planta es alimentada por ganado, jirafas y otros animales, y los humanos a veces comen sus hojas tiernas como verdura, a veces con taro. La planta tiene una demanda creciente para la fabricación de textiles bogolanos tanto en el mundo de la moda local como internacional.
Cultural
Localmente se fabrica un tejido especial conocido como "tela de barro", "bògòlanfini" o "bogolan". Contiene taninos vegetales mezclados con sales de hierro presentes en el barro fermentado. Bogolan es una forma de arte especializada establecida por las mujeres mande, en particular las de los grupos Bamanan, Bobo, Dogon, Malinke, Minianka y Senoufo.
Medicinal
La corteza, las hojas y las raíces de las plantas se extraen para usos medicinales tradicionales para el tratamiento de diversas dolencias, desde la gripe y el reumatismo hasta problemas sexuales como la impotencia y la sífilis. Se elabora comúnmente como té en el África occidental tropical para aliviar los problemas estomacales y para tratar la malaria en una decocción con otras hojas obtenidas del monte. En la región de Senegambia, es uno de varios árboles cuyas ramitas se utilizan como "palos para masticar", utilizados en lugar de cepillos de dientes para limpiar los dientes, eliminar partículas de comida después de comer y masticar por placer. También se utiliza para rellenar caries de dientes cariados, para vendar heridas, para fumigación y como incienso. Una decocción de las hojas se utiliza en baños para aliviar la fatiga.